# Приимков-Ростовский, Андрей Михайлович
Князь Андрей Михайлович Приимков-Ростовский  (ум. после 1583) — русский военный и государственный деятель, голова, полковой и городовой воевода во времена правления Ивана IV Васильевича Грозного. 
Из княжеского рода Приимковы-Ростовские. Младший сын князя Михаила Андреевича Приимкова-Ростовского. Имел старшего брата, князя Дмитрия Михайловича по прозванию Дрыган.

## Биография
Показан в дворянах. В 1571 году князь Андрей Михайлович Приимков-Ростовский был одним из поручителей по князе Иване Фёдоровиче Мстиславском о не выезде его из Русского царства. В 1572 году был первым воеводой полка левой руки во Ржеве. В 1577 году упоминается есаулом в походе, но в каком не указано. В 1579 году голова в походе на Лифляндию. В 1580 году — воевода в Данкове, в мае первый воевода сторожевого полка у Святого Антония против крымцев, а после, на случай осады Пскова велено ему ехать во Псков, в августе первый воевода войск левой руки. 
В 1581 году второй воевода во Ржеве, откуда послан к Великим Лукам, а потом в Жуков первым воеводой Передового полка. В июле 1582 года находился на воеводстве в Туле. В сентябре 1583 года — первый воевода в Пронске, откуда велено ему идти в поход с окраинными и береговыми воеводами и быть у них в Большом полку воеводою с князем Ногтевым и бояриным князем Мстиславским.
По родословной росписи показан бездетным.